# سیج کوتسنبرگ
سیج کوتسنبرگ (انگلیسی: Sage Kotsenburg؛ زادهٔ ۲۷ ژوئیهٔ ۱۹۹۳) اسنوبردسوار اهل ایالات متحده آمریکا است.
وی در مسابقات کشوری و بین‌المللی در مجموع برندهٔ ۱ مدال طلا، ۲ مدال نقره، ۱ مدال برنز شده‌است.